# Жолоби (заповідне урочище)
Жолоби́ — заповідне урочище, розташоване в Жмеринському районі Вінницької області за 2,5 км на захід від м. Бар (Україна). Оголошене відповідно до рішення 11 сесії Вінницької обласної ради 23 скликання від 17.12.1999 р.
Ділянка площею 4,5 га розташована в рельєфі Балки зі схилами крутизною до 3°.
Рослинність представлена такими видами: хвощ польовий, полин гіркий, м'ята кінська, звіробій, мати-й-мачуха, жовтець їдкий, щавель, перстач, тонконіг дібровний, дзвоники, деревій звичайний, оман високий. Із тваринного світу — бабки, джмелі, ласиця. Ділянка використовується для випасу худоби. Цінність даного природного об'єкта — резерват природної степової рослинності, фактор збереження біологічного різноманіття